# Миначёв, Наиль Кабирович
Наиль Кабирович Миначёв (4 апреля 1964, Ставрополь-на-Волге, Куйбышевская область) — советский и российский футболист, полузащитник.

## Биография
Воспитанник спортивного клуба «Труд» (Тольятти). Во взрослом футболе дебютировал в 1981 году во второй лиге в тольяттинском «Торпедо» и провёл в его составе три сезона. В 1984—1985 годах проходил военную службу, в этот период выступал за куйбышевский СКА в соревнованиях КФК.
В ходе сезона 1985 года перешёл в куйбышевские «Крылья Советов» и выступал за этот клуб в течение трёх с половиной сезонов, сыграв более 100 матчей в первой и второй лигах. Победитель зонального турнира второй лиги 1986 года.
В дальнейшем выступал во второй лиге СССР за «Старт» (Ульяновск), в первой и второй лигах России за «Ладу» (Димитровград), за каждый из этих клубов сыграл более ста матчей. В 1993 году стал лучшим бомбардиром димитровградского клуба в сезоне (14 голов). Позднее снова возвращался в клуб из Ульяновска (переименованный в «Волгу») и Тольятти (переименованный в «Ладу»), а также в Димитровград. Завершил профессиональную карьеру в 2000 году.
Всего за карьеру сыграл в первенствах СССР и России на уровне профессионалов (мастеров) 484 матча и забил 66 голов, в том числе в первой лиге — 109 матчей, во второй — более 350. В Кубках СССР и России участвовал в играх стадии 1/16 финала против клубов высшего дивизиона — ленинградского «Зенита» (1988) и самарских «Крыльев Советов» (1997).
По состоянию на 2002 год входил в тренерский штаб «Лады-2», выступавшей в первенстве КФК. По состоянию на 2010 год — в тренерском штабе клуба «Академия» (Приморский). Также много лет работал детским тренером по футболу и мини-футболу в Академии им. Юрия Коноплёва.

## Личная жизнь
Братья Камиль (род. 1959) и Джамиль (род. 1972) тоже были футболистами, выступали за клубы Тольятти в соревнованиях мастеров и на любительском уровне.